# Georges Omerth

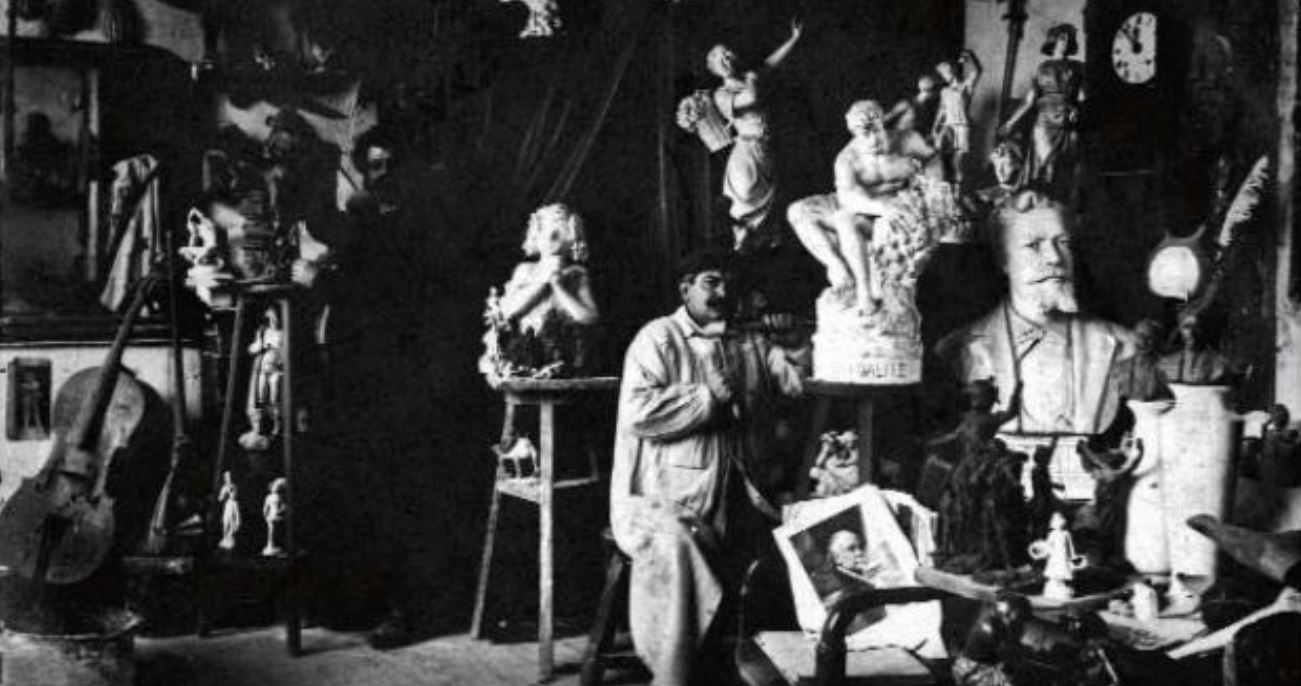
Georges Omerth in seinem Atelier

Georges Omerth (* 19. oder 20. Jahrhundert in Paris, Frankreich; † 20. Jahrhundert) war ein französischer Bildhauer.

## Leben
Die Lebensdaten Omerths sind in der Literatur nicht bekannt. Er war Schüler des Bildhauers Albert-Ernest Carrier-Belleuse, war von 1895 bis 1925 als Künstler aktiv und stellte auf den Salons der Société des Artistes Français in Paris aus.
Omerth fertigte zahlreiche Figuren und Statuetten von Kindern, Frauen und Männern im klassischen Stil, Jugendstil und im Stil des Art déco, die Mehrzahl für den Éditeur d’art (Kunstverleger) und Bildgießer Edmond Etling. Er benutzte Materialien wie Bronze, Chryselephantin, Elfenbein, Zink und Biskuitporzellan.

## Werke (Auswahl)
- Paradox
- Pierrot au Chat
- Cupidon et Psyché
- Manon

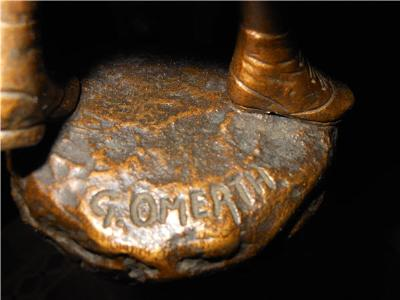
Signatur Georges Omerths

- Chasseur à cheval de la Garde impériale
- Chevalier
- La Charge du Canon
- L’Artiste peintre et sa Toile
- Zahara et Abdallah
- Inseparables
- Mendiante à la guitare
- Jeune femme au manchon
- Vieux Berger
- Enfant joueur de cornemuse
- Plongeuse
- Jeune homme en haut de forme
- Une danseuse aux castagnettes
- Un clown et son chat
- Le lanceur de boules de neige
- Joueur de tennis